# Tie Guan Yin
El Tie Guan Yin o Tieguanyin (en chino tradicional, 鐵觀音; en chino simplificado, 铁观音; pinyin, tiěguānyīn; POJ Min Nan: Thih-koan-im; Jyutping cantonés: tit3 gwun1 yam1; literalmente «guanyin de hierro») es una variedad de té oolong chino producido en Anxi (provincia de Fujian). Este oolong suele estar cerca de un té verde, con solo un poco de oxidación. Por ello tiene un delicado aroma floral sin las notas herbales o astringentes del té verde.
Bautizado por la bodhisattva Avalokiteshvara (conocido en chino como Guan Yin), también se traduce como «Diosa de la Compasión de Hierro» según la traducción antigua del nombre de Guan Yin. El Tie Guan Yin, producido en diferentes zonas de Anxi, tiene características diferentes. Este té también se produce en Nantou, Taiwán, con mucho éxito. Las variedades superiores de Tieguanyin están entre los tés más valiosos del mundo.

## Leyendas
Hay dos leyendas sobre este té: Wei y Wang.

### Leyenda Wei
En el centro de Anxi había un templo descuidado que tenía una estatua de hierro de Guan Yin, la bodhisattva de la Compasión. Cada día, de camino a sus campos de té, un granjero pobre llamado Wei pasaba junto a él y reflexionaba sobre el cada vez peor estado del templo. «Debe hacerse algo», pensaba.
Siendo pobre, carecía de medios para reparar el templo, por lo que en su lugar llevó una escoba y algo de incienso de su casa. Limpió el templo y encendió el incienso como ofrenda para Guan Yin. «Es lo menos que puedo hacer», pensaba. Dos veces al mes durante muchos meses repitió las mismas tareas.
Una noche, Guan Yin se le apareció en un sueño, y le habló de una cueva tras el templo donde le aguardaba un tesoro, que debía tomar y compartir con otra gente. En la cueva, el granjero encontró un único brote de té. Lo plantó en su campo y lo cultivó hasta que se convirtió en un arbusto grande, del que obtuvo el mejor té. Dio esquejes de esta rara planta a todos sus vecinos y empezó a vender el té bajo el nombre de Tie Guan Yin, Bodhisattva de la Compasión de Hierro. 
Con el tiempo, Wei y todos sus vecinos prosperaron. El decadente templo de Guan Yin fue reparado y se convirtió en un faro para la región. Wei disfrutó de su viaje diario a sus campos de té, sin dejar nunca de parar a apreciar el bello templo.

### Leyenda Wang
Wang era un investigador que descubrió accidentalmente la planta de té detrás de una roca Guanyin en Xiping. Llevó la planta de vuelta a casa para cultivarla. Cuando visitó al emperador Qianlong en el 6.º año de su reinado, le ofreció el té como obsequio de su pueblo de origen. El emperador Qianlong quedó tan impresionado que preguntó por su origen. Como el té se había encontrado bajo la roca Guanyin, decidió llamarlo té Guanyin.

## Variedades
Por nivel de tueste:
- Tie Guan Yin jade (ligeramente tostado): un tipo reciente con un color verde claro jade. Produce un aroma y sabor muy floral. Es más parecido a un té verde que a un oolong.
- Tie Guan Yin muy tostado:[4] el Tie Guan Yin tradicional. Tiene un sabor y aroma más complejo pero menos floral.
- Tie Guan Yin moderadamente tostado: una nueva variedad que tiene un bien equilibrio entre aroma floral y sabor complejo.

Por época de cosecha:
- Tie Guan Yin de primavera: cosechado por Li Xia (inicio del verano), y con la mejor calidad media.
- Tie Guan Yin de otoño: se cosecha en otoño y tiene un aroma fuerte pero un sabor menos complejo.
- Tie Guan Yin de verano: se cosecha en verano y se considera de mejor calidad. Puede subdividirse en dos tipos: el cosechado en junio y julio, y el cosechado en agosto.
- Tie Guan Yin de invierno: cosechado en invierno, de producción muy baja.

Otras categorías:
- Guan Yin Wang (rey Guan Yin): lo mejor del Tie Guan Yin jade y el Tie Guan Yin de otoño.